# Нитрат лантана(III)
Нитрат лантана(III) — неорганическое соединение, соль металла лантана и азотной кислоты с формулой La(NO3)3, белые кристаллы, расплываются на воздухе, растворимые в воде, образует кристаллогидрат.

## Получение
- Растворение металлического лантана в сильноразбавленной азотной кислоте:

{\displaystyle {\mathsf {8La+30HNO_{3}\ {\xrightarrow {}}\ 8La(NO_{3})_{3}+3NH_{4}NO_{3}+9H_{2}O}}}
- Растворение оксида или гидроксида лантана в азотной кислоте:

{\displaystyle {\mathsf {La_{2}O_{3}+6HNO_{3}\ {\xrightarrow {}}\ 2La(NO_{3})_{3}+3H_{2}O}}}
{\displaystyle {\mathsf {La(OH)_{3}+3HNO_{3}\ {\xrightarrow {}}\ La(NO_{3})_{3}+3H_{2}O}}}
- Реакция диоксида азота с металлическим лантаном:

{\displaystyle {\mathsf {La+6NO_{2}\ {\xrightarrow {150^{o}C}}\ La(NO_{3})_{3}+3NO}}}
- Безводную соль получают сплавлением оксида лантана с нитратом аммония:

{\displaystyle {\mathsf {La_{2}O_{3}+6NH_{4}NO_{3}\ {\xrightarrow {T}}\ 2La(NO_{3})_{3}+6NH_{3}+3H_{2}O}}}

## Физические свойства
Нитрат лантана(III) образует бесцветные (белые) кристаллы, которые расплываются на воздухе.
Хорошо растворяется в воде со слабым гидролизом по катиону.
Растворяется в этаноле, этилендиамине.
Образует кристаллогидрат состава La(NO3)3•6H2O.

## Химические свойства
- Разлагается при нагревании:

{\displaystyle {\mathsf {4La(NO_{3})_{3}\ {\xrightarrow {780^{o}C}}\ 2La_{2}O_{3}+12NO_{2}+3O_{2}}}}
- Кристаллогидрат при нагревании разлагается иначе:

{\displaystyle {\mathsf {2(La(NO_{3})_{3}\cdot 6H_{2}O)\ {\xrightarrow {600-780^{o}C}}\ 2La(NO_{3})O+4NO_{2}+O_{2}+12H_{2}O}}}
- Безводную соль получают сушкой кристаллогидрата в вакууме:

{\displaystyle {\mathsf {La(NO_{3})_{3}\cdot 6H_{2}O\ {\xrightarrow {20^{o}C,vacuum}}\ La(NO_{3})_{3}+6H_{2}O}}}
- Реагирует с щелочами:

{\displaystyle {\mathsf {La(NO_{3})_{3}+3NaOH\ {\xrightarrow {}}\ La(OH)_{3}\downarrow +3NaNO_{3}}}}
{\displaystyle {\mathsf {La(NO_{3})_{3}+3NaOH\ {\xrightarrow {100^{o}C}}\ LaO(OH)\downarrow +3NaNO_{3}+H_{2}O}}}
- Разлагается серной кислотой:

{\displaystyle {\mathsf {2La(NO_{3})_{3}+3H_{2}SO_{4}\ {\xrightarrow {}}\ La_{2}(SO_{4})_{3}\downarrow +6HNO_{3}}}}
- Реагирует с фосфатами щелочных металлов:

{\displaystyle {\mathsf {La(NO_{3})_{3}+2Na_{3}PO_{4}\ {\xrightarrow {}}\ LaPO_{4}\downarrow +3NaNO_{3}}}}
- Реагирует с карбонатами щелочных металлов:

{\displaystyle {\mathsf {La(NO_{3})_{3}+2K_{2}CO_{3}+H_{2}O\ {\xrightarrow {}}\ LaCO_{3}(OH)\downarrow +3KNO_{3}+KHCO_{3}}}}